# Харт, Кристофер
Кристофер Уильям Нэйпир Харт (англ. Christopher William Napier Hart; 1965) — английский писатель и журналист «Sunday Times», «Daily Mail» и «The Literary Review».

## Биография
Харт получал образование в нескольких высших учебных заведениях Лондона: «Cheltenham College» (исключили), «Leicester University» (бросил), «Oxford Polytechnic» и «Birkbeck College», где он стал доктором философских наук.
Под своим настоящим именем написал два романа: «Урожай» и «Спаси меня». С 2001 года он написал 4 исторические повести под псевдонимом Уильям Нэпер: трилогию бестселлеров о похождениях Аттилы, предводителя гуннов, и роман о падении Римской империи.
В качестве журналиста работает литературным издателем в «Эротическом обзоре» (англ. Erotic Review) и «Agony Aunt» в журнале «Time Out». Сейчас он постоянно пишет для газеты «Sunday Times» (где он является ведущим театральным критиком), а также для «Daily Mail».
Проживает в Дорсете, любит путешествовать.

### Под именем Кристофер Харт (англ.Christopher Hart)
1. Сбор урожая / The Harvest (1999)
2. Спаси меня / Rescue Me (2001)
3. Потерянные дети / Lost Children (2018)

### Под псевдонимом Уильям Нэпер (англ.William Napier)[3]
1. Джулия: Эпическая история любви и войны на фоне последних дней Римской империи / Julia: An Epic Tale Of Love & War Set In The Final Days Of The Roman Empire (2001)
2. Аттила: Кара Божья / Attila: The Scourge Of God (2005)
3. Аттила: Собирается буря / Attila: The Gathering Of The Storm (2007)
4. Аттила: Суд / Attila: The Judgement (2008)
5. Битва империй: Великая осада / Clash Of Empires: The Great Siege (2011)
6. Битва империй: Алое море / Clash Of Empires: The Red Sea (2012)
7. Последние крестоносцы: Иван Грозный / The Last Crusaders: Ivan the Terrible (2014)